# ياواركوتشا (بحيرة)
بحيرة ياواركوتشا (بالإسبانية Yawarkucha) هي بحيرة في الإكوادور تقع في الضواحي الشرقية لمدينة إيبارا في مقاطعة إيمارابورا.

## الوصف
يبلغ طولها حوالي 2 كم، وارتفاعها 2190 مترا فوق مستوى سطح البحر. وتشكلت بسبب ذوبان الجليد حوالي عشرة آلاف سنة قبل الميلاد. 

## الجذب السياحي
تشتهر بمناظرها الخلابة التي تعبتر موقعا للجذب السياحي. 

## التاريخ وسبب التسمية
اكتسبت شهرتها التاريخية بسبب المعركة والمذبحة التي حدثت في الجوار أثناء غزو إمبراطورية الإنكا في أواخر القرن الخامس عشر أو أوائل القرن السادس عشر. وحيث قاومت القبائل المحلية المعروفة باسم كارانكي بشدة هذا الغزو. وحقق الإنكاويون بقيادة إمبراطورهم هواينا كاباك النصر بالقرب من مدينة إيبارا الحالية. ووفق المؤرخ الإسباني ميغيل كابيلو دي بالبوا، فقد أمر الإمبراطور بذبح جميع الرجال في كارانكي انتقاماً لمقاومتهم. فذبح آلاف الرجال على شواطئ البحيرة، والذي أخذت اسمها من تلك المذبحة «بحيرة الدم». 